# Little Ellen
Little Ellen (Pequena Ellen no Brasil) é uma série de animação americana em pré-escolar produzida pela  Ellen Digital Ventures e Warner Bros. Animation, é a primeira série produzida pela Warner Bros. Animation criada por HBO Max, um serviço de streaming da Warner Bros. Discovery, sob a marca Cartoonito em 13 de setembro de 2021.
A série é a primeira vez desde Firehouse Tales que a Warner Bros. Animation produziu uma série destinada a um público pré-escolar.
Serviços de animação fornecidos pela Lighthouse Studios.

## Enredo
O show explora o mundo através dos olhos de Ellen DeGeneres, de sete anos de idade, hilária e imprevisível.

## Elenco
- Laurel Emory como Ellen DeGeneres (7 anos)
- Johanna Colón como Becky
- JeCobi Swain como Freckle
- June Squibb como Gramsy

## Exibição internacional
No Canadá, a série estreou na Treehouse TV e StackTV em 1 de outubro de 2021.

### Exibição no Brasil
No Brasil, a série estreou em 1 de dezembro de 2021 pela inauguração do canal Cartoonito Brasil. E também foi disponível no streaming HBO Max em 17 de dezembro.